# Bessatsu Friend
Bessatsu Friend (別冊フレンド, Bessatsu furendo) est un magazine de prépublication de mangas mensuel de type shōjo publié par la maison d'édition Kōdansha. Il est aussi connu sous les noms de Betsu Fure ou simplement Friend. À l'origine, il accompagnait le magazine Shōjo Friend, qui n'est plus publié.

## Publications
- George Asakura
  - Genshoku Tsundere Danshi Junjou Kareshi (l'histoire Koibumi Biyori ― Ikarusu no Koibito-tachi ― (恋文日和―イカルスの恋人たち―?)
  - Karaoke Baka Ichidai
  - Koibumi Biyori
  - Kono Koi ni Ichizu Desu. (この恋に一途です。?) (l'histoire Koibumi Hiyori ~ METAL MOON ~ (恋文日和～METAL MOON～?))
  - Megane Danshi na Kare (l'histoire Bara ga Saita (バラが咲いた?))
  - Shounen Shojo Romance
  - Suimitsutou no Yoru
- Tomoko Hayakawa
  - Yamato nadeshiko shichi henge
- Satomi Ikezawa
  - Guru Guru Pon-chan
  - Othello
- Junko
  - Kiss Him, Not Me
- Shizuru Seino
  - Power!! (Girl Got Game)
- Fuyumi Soryo
  - Mars
  - Mars Gaiden
- Keiko Suenobu
  - Life
- Yuki Suetsugu
  - Eden no hana / Flower of Eden (controverse de plagiat)
- Tami Takada
  - Abenoseimei Love Stories: Banquet of Flowers
  - Abenoseimei Love Stories: The Flower-Blossom Girl
  - Abenoseimei Love Stories: The Flower-Crown Princess
- Miwa Ueda
  - Love Charge
  - Oh! My Darling
  - Peach Girl
  - Ura peach girl
- Yū Yoshii
  - Deep Love: Ayu no Monogatari (inspiré du roman de YOSHI)